# جزایر کوریل

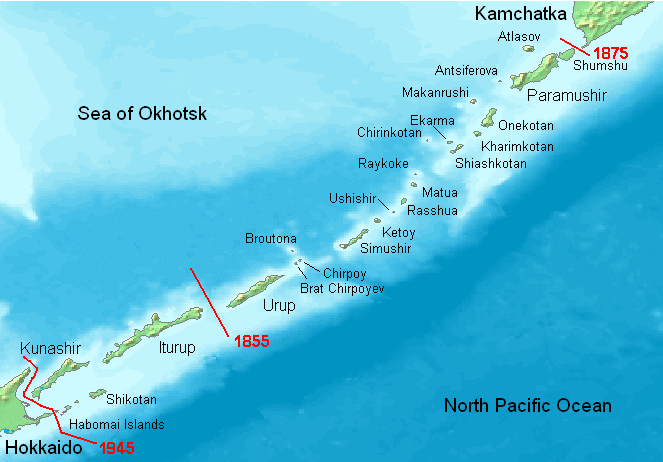

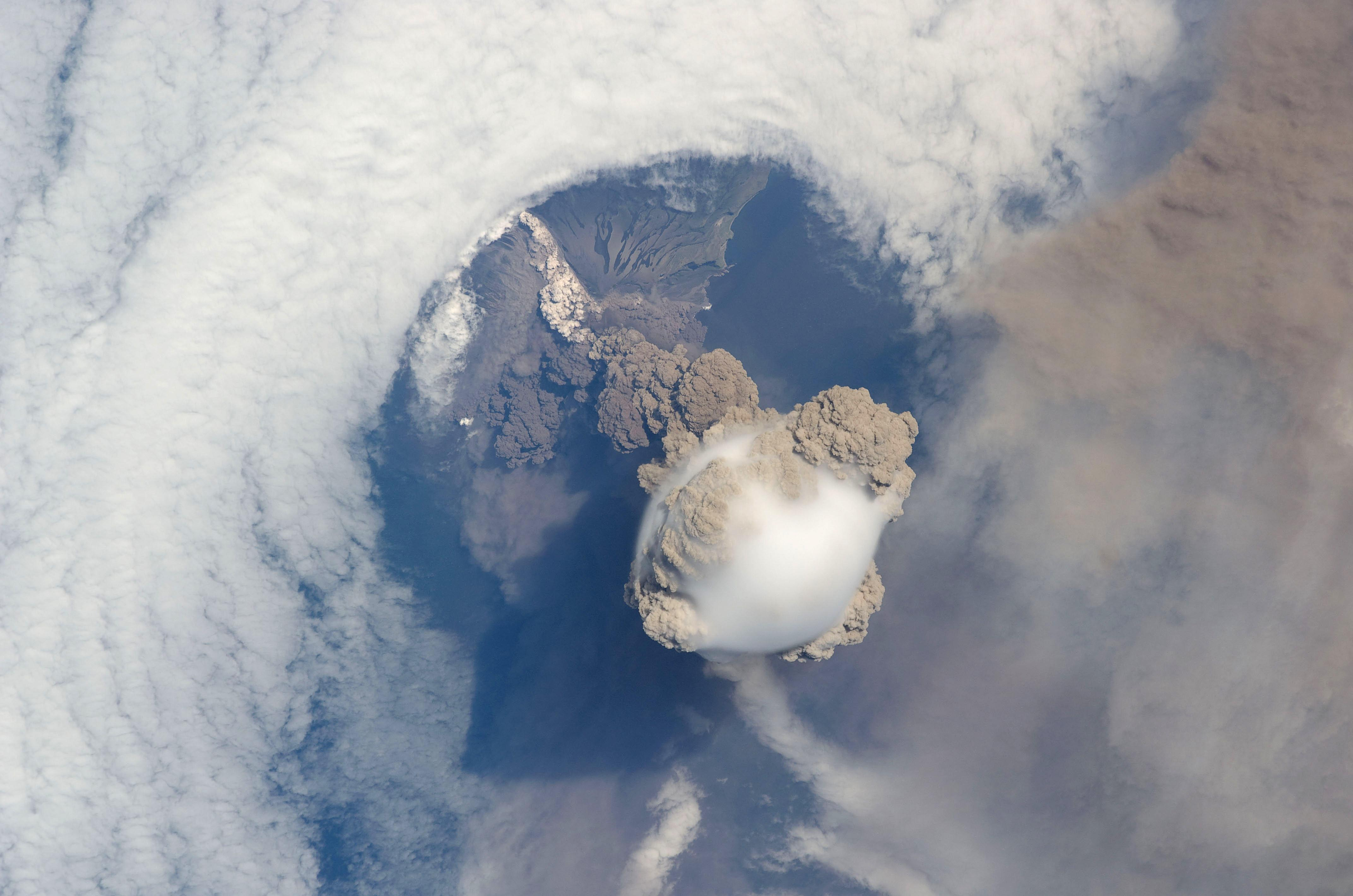
دید آتشفشان ساریچف در جزایر کوریل از ایستگاه فضایی بین‌المللی.

جزایر کوریل (به روسی: Кури́льские острова، آوانگاری: به ژاپنی: 千島列島) مجمع‌الجزایری آتشفشانی در استان ساخالین در روسیه است. طول تقریبی آن ۱۳۰۰ کیلومتر و از شمال شرقی هوکایدو در ژاپن تا کامچاتکا در روسیه کشیده شده‌است و دریای اختسک را از اقیانوس آرام شمالی جدا می‌سازد. ۵۶ جزیره و شمار بسیاری از صخره‌های کوچک این مجمع‌الجزایر را تشکیل می‌دهند. مساحت کل خشکی‌های جزایر کوریل ۱۵٬۶۰۰ کیلومتر مربع است و جمعیتی در حدود ۱۹٬۰۰۰ نفر دارد.
ژاپن مدعی دو جزیرهٔ بزرگ جنوبی است و آن‌ها را هم چون جزیره‌های کوچک شیکوتان و هابومای، بخشی از خاک خود می‌داند. این اختلاف بر سر مالکیت جزایر کوریل باعث بروز مناقشه‌ای بین دو کشور ژاپن و روسیه شده‌است.

## بوم‌شناسی دریایی
آب‌های اطراف جزایر کوریل به‌دلیل قرار گرفتن این مجمع‌الجزایر در امتداد لبهٔ پوستهٔ اقیانوس آرام و برخورد چرخاب دریای اختسک با جریان جنوبی اویاشیو، یکی از پربارترین مناطق در اقیانوس آرام شمالی است و حیات دریایی گوناگونی را شامل می‌شود.
بسترهایی از اشنه دریایی، دور تقریباً تمامی جزیره‌ها را پوشانده‌است و زیست‌گاه مناسبی را برای خارپشت دریایی، گونه‌های مختلف نرم‌تنان و بی‌شمار بی‌مهرگان دیگر و شکارچیانشان، پدیدآورده است. انواع گوناگون ماهیان مرکب نیز بخشی از رژیم غذایی پستانداران دریایی کوچک و پرندگان را تشکیل می‌دهند.
ماهیانی همچون زغال‌ماهی، ماهی روغن اقیانوس آرام و گونه‌های مختلفی از کفشک‌ماهی‌سانان از اهمیت تجاری بالایی در این منطقه برخوردارند. در طول دههٔ ۱۹۸۰، ماهیان ساردین مهاجری که در تابستان از ژاپن به این ناحیه آمده بودند ماهیگیری تجاری را رونق بخشیدند اما تا سال ۱۹۹۳ دیگر ساردینی برای گرفتن نبود و در نتیجه، برخی از شهرک‌های جزیره‌ها دچار فشار اقتصادی شدند. چند گونه از ماهیان آزاد به‌ویژه ماهی آزاد صورتی و ماهی آزاد قرمز نیز در آب‌های اطراف جزیره‌های بزرگ‌تر تخم‌ریزی می‌کنند.
دو گونه از فک‌های گوشدار یعنی شیر دریایی استلر و فک خزدار شمالی در جزایر کوریل زندگی می‌کنند. این فک‌ها در تابستان در چند جزیرهٔ کوچک در امتداد مجمع‌الجزایر کوریل تجمع می‌کنند تا بزرگترین کولونی‌های تولید مثلی را در روسیه تشکیل دهند. ساکنان جزایر کوریل در گذشته این خوک‌های دریایی را به‌منظور استفاده از گوشت، پوست و استخوانشان شکار می‌کردند. هم چنین فک‌های خزدار بسیاری برای خزشان در قرن ۱۹ و اوایل قرن بیستم شکار شدند و چندین مکان زادآوری بزرگ آن‌ها همچون کولونی‌ای در جزیره رایکوکه از بین رفت. اما از دههٔ ۱۹۶۰ بدین سوی هیچ بهره‌برداری اضافی صورت نگرفته و جمعیت خوک‌های دریایی جزایر کوریل به استثنای گونهٔ انقراض‌یافتهٔ شیر دریایی ژاپنی، سالم و در مواردی در حال گسترش یافتن هستند.
شنگ‌های دریایی، دیگر جانداران ساکن در این جزایر هستند که به‌دلیل پوستشان در قرن نوزدهم، مورد بهره‌برداری شدید قرار گرفتند که در نتیجه، شمار این جانداران به‌سرعت کاهش یافت. از اواسط قرن ببیستم ممنوعیتی تقریباً کامل بر شکار این جانداران باعث ترمیم جمعیت شنگ‌های دریایی شد و امروزه از فراوانی معقولی در اطراف مجمع‌الجزایر کوریل برخوردارند.
نهنگ قاتل، گرازماهی بندر و گرازماهی پهلوسفید از جمله فراوان‌ترین آب‌بازسانان این منطقه هستند. نوک‌نهنگ بزرگ، نهنگ غازمنقار، نهنگ مینک، نهنگ تیغ‌باله و نهنگ عنبر از دیگر آب‌بازسانانی هستند که به‌طور منظم در این نواحی مشاهده می‌شوند. هم چنین آب‌های اطراف مجمع‌الجزایر، زیستگاه مهمی برای نهنگ شکار آرام شمالی، که بیشتر از دیگر نهنگان در خطر انقراض نسل قرار دارد، محسوب می‌شود.
جزایر کوریل زیست گاه میلیون‌ها پرنده دریایی مانند باکلان، مرغ نوروزی، مرغ باران و ماهی‌گیرک نیز است. این پرندگان در تابستان که شکارچیان زمینی غایبند به ساخت آشیانه و زادآوری در بسیاری از جزیره‌های کوچک مجمع‌الجزایر کوریل می‌پردازند.

## فهرست جزیره‌ها
حزیره‌های مهم مجمع‌الجزایر کوریل از شمال به جنوب عبارتند از:
جزایر کوریل شمالی (کیتا چیشیما / 北千島)
- شومشو (Шумшу ; شوموشو / 占守島)
- اتلسوف (Остров Атласова; آرایدو / 阿頼度島)
- پاراموشیر (Парамушир; پاراموشیرو، هوروموشیرو / 幌筵島)
- آنتسیفروف (Остров Анциферова; شیرینکی / 志林規島)
- ماکانروشی (Маканруши; ماکانرو / 磨勘留島)
- اونکوتان (Онекотан; 温禰古丹島)
- خاریمکوتان (Харимкотан; هاریموکوتان، Harumukotan / 春牟古丹島)
- اکارما (Экарма; اکاروما / 越渇磨島)
- چیرینکوتان (Чиринкотан; 知林古丹島)
- شیاشکوتان (Шиашкотан; شاسوکوتان / 捨子古丹島)
- رایکوکه (Райкоке; 雷公計島)
- ماتوا (Матуа; ماتسوا / 松輪島)
- راشوا یا راشیا (Расшуа; راسوتسوا، راشوا، راسوا / 羅処和島)
- اوشیشیر (Ушишир; اوشیشیرو / 宇志知島)
- کتوی (Кетой; 計吐夷島)
- سیموشیر (Симушир; شیموشیرو، شینشیرو / 新知島)
- بروتونا (Остров Броутона; بوروتون، ماکانورو / 武魯頓島)
- برات چیرپویف (Брат Чирпоев; چیریهوینان / 知理保以南島)
- اوروپ (Уруп; اوروپو / 得撫島)

جزایر کوریل جنوبی (می‌نامی چیشیما / 南千島)
- ایتوروپ (Итуруп; اتورفو / 択捉島)
- کوناشیری (Кунашир; کوناشیری / 国後島)
- شیکوتان (Шикотан; 色丹島)
- صخره‌های خابومای (Южно-Курильская гряда; هابومای شوتو / 歯舞諸島)
  - پولونسکوگو (Остров Полонского; تاراکو / 多楽島)
  - زلیونیی (Зелёный; شیبوتسو / 志発島)
  - یوری (Юрий; 勇留島)
  - آنوچینا (Остров Анучина; آکیوری / 秋勇留島)
  - خارکار (Остров Харкар; هاروکارو / 春苅島)
  - تانفیلیوا (Остров Танфильева; سوئیشو / 水晶島)
  - سیگنالنی (Сигнальный; کایگارا / 貝殻島)

## زلزله خیز
این جزایر به دلیل قرار داشتن در گسل اقیانوس آرام به شدت زلزله خیز هستند.